# Logitech G9

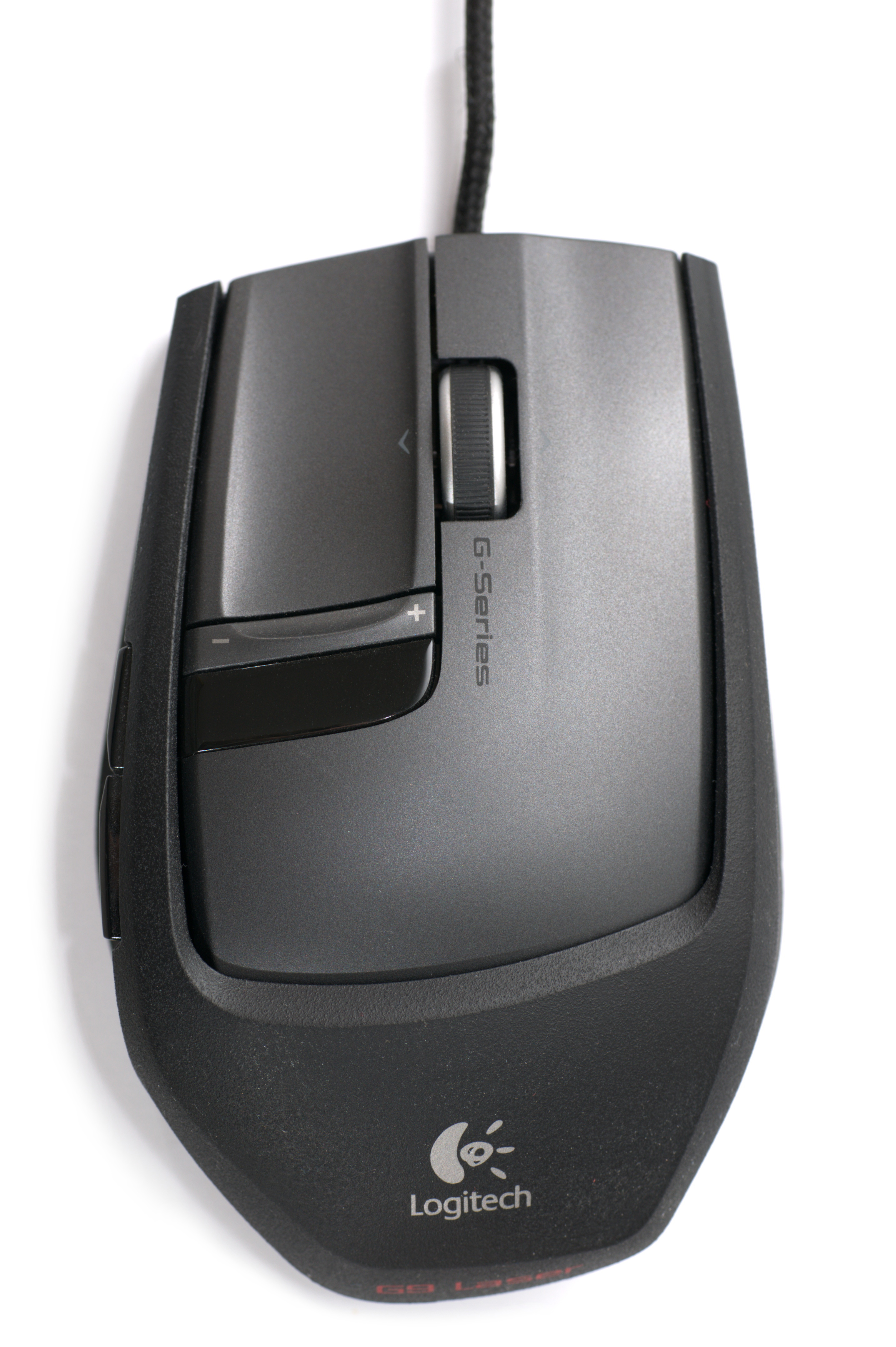
Logitech G9

De Logitech G9 is een bedrade laser-muis gericht op de gamersmarkt.

## Eigenschappen
De G9 is een opvolger van de G5. Hij heeft de mogelijkheid om de grip te verwisselen en zo aan te passen aan de wens van de eigenaar. Bij aankoop zitten 2 grips bijgeleverd en extra zijn los te koop. Net als de G5 heeft de G9 een laser maar haalt een waarde van 3200 dpi. Tijdens het gebruik kan er 'on-the-fly' gekozen worden tussen 200 en 3200 dpi in 5 stappen. Ook is het mogelijk de muis aan te passen aan je eigen wensen met bijgeleverde gewichten.